# فردیناند برتیه
فردیناند برتیه (انگلیسی: Ferdinand Berthier؛ ۲۸ سپتامبر ۱۸۰۳ – ۱۲ ژوئیهٔ ۱۸۸۶) مربی ناشنوایان، روشنفکر و سازمان‌دهنده سیاسی فرانسوی بود. وی یکی از نخستین قهرمانان هویت و فرهنگ ناشنوایان است و برندهٔ جوایزی همچون لژیون دونور (شوالیه) شده‌است.